# Man kann nicht alles haben
Man kann nicht alles haben (Arbeitstitel: Die Freundin meines Vaters) ist eine österreichische Filmkomödie der ORF-Fernsehfilmreihe Stadtkomödie aus dem Jahr 2021 von Michael Kreihsl mit Fritz Karl, Aglaia Szyszkowitz, Marie-Luise Stockinger und Aaron Friesz. Premiere war am 11. September 2021 im Schubertkino in Graz. Die ORF-Erstausstrahlung erfolgte am 8. Dezember 2021. Auf Flimmit wurde der Film am 1. Dezember 2021 veröffentlicht. Auf Arte wurde der Film erstmals am 11. März 2022 gezeigt.

## Handlung
Brigitte „Biggi“ Fiedler, genannt „das Krokodil“, ist die härteste Scheidungsanwältin in Graz. Als sie erfährt, dass ihre Tochter Anna einen um Jahrzehnte älteren Mann heiraten möchte, fällt sie aus allen Wolken. Noch dazu stellt sich heraus, dass es sich dabei um Brigittes Jugendliebe, den früheren Rockstar Richie Moosleitner, handelt.
Brigitte möchte die Hochzeit um jeden Preis verhindern. Dazu plant sie gemeinsam mit Richies Sohn Michael, dass dieser seinem Vater die Frau ausspannen soll. Allerdings ist Michael nicht Annas Traummann. Nachdem Michaels Annäherungsversuche zunächst scheitern, möchte sich Biggi kurz vor der Verlobungsfeier mit Richie aussöhnen. Dabei kommen alte gemeinsame Erinnerungen wieder hoch. Auf der Verlobungsfeier taucht Richie verspätet gemeinsam mit Biggi auf, Anna sucht daraufhin mit Michael das Weite.
In dem Start-Up von Michael entdeckt Anna den Green Future Award, den sein Unternehmen erhalten hatte. Anna ist davon beeindruckt, denn sie wollte sich eigentlich auf Umweltrecht spezialisieren. Beim Vorführen eines seiner Produkte mit einem Virtual-Reality-Headset kommen sich Anna und Michael näher und die beiden küssen sich. Anna möchte Richie allerdings weiterhin heiraten und schlägt Michael vor, dass sie sich bis zur Hochzeit nicht mehr sehen.
Nachdem er das Gefühl hat, dass sich Anna von ihm distanziert, sucht Richie Rat bei seinem Sohn. Richie vermutet, dass ein anderer Mann dahintersteckt. Michael dagegen versucht ihn zu beruhigen, er gibt an, dass ihr der Rummel um die Verlobungsfeier zu viel geworden ist. Vor der Standesbeamtin gesteht Michael, der als Trauzeuge seines Vaters fungieren sollte, Anna schließlich seine Liebe, die beiden verlassen die Zeremonie und brennen gemeinsam durch. Richie gibt stattdessen mit seiner Band für seine Gäste ein Konzert und feiert mit Brigitte.

## Produktion und Hintergrund
Die Dreharbeiten fanden im Juni und Juli 2020 in Graz und Umgebung statt. Drehorte waren unter anderem das Café Kaiserfeld in der Grazer Kaiserfeldgasse, das Meerscheinschlössl sowie das Studio der Band Opus in Gratwein-Straßengel.
Produziert wurde der Film von der Epo-Film der Produzenten Dieter und Jakob Pochlatko, beteiligt waren der Österreichische Rundfunk und Arte. Unterstützt wurde die Produktion von Cinestyria Filmcommission and Fonds und Film Commission Graz.
Die Kamera führte Reinhold Vorschneider. Für den Ton zeichnete Sergey Martynyuk verantwortlich, für die Ausstattung Rudi Czettel und für das Kostümbild Martina List.
Nach Die Notlüge (2017) handelt es sich um die zweite ORF-Stadtkomödie aus Graz.

## Rezeption
Die Erstausstrahlung im ORF am 8. Dezember 2021 wurde von bis zu 730.000 und durchschnittlich 701.000 Personen verfolgt, der Marktanteil betrug 21 Prozent.
Oliver Armknecht vergab auf film-rezensionen.de vier von zehn Punkten und meinte, dass das Problem weniger die konstruierte Geschichte sei. Schlimmer seien die langweiligen Figuren und ein einfallsloser Humor, der noch nicht einmal versuche, tatsächliche Witze einzubauen.
tvspielfilm.de urteilte: „Turbulent-charmante Rock-’n’-Roll-Komödie zum Wohlfühlen.“